# Distcc
distcc ist ein Client-Server-Tool zum Verteilen von Compile-Prozessen auf Unix/Linux-Systemen.
distcc verteilt die Kompilierung der einzelnen Source-Dateien eines Projektes auf andere Rechner (Knoten genannt), auf denen distcc läuft. distcc beschleunigt dadurch das Kompilieren von C, C++, Objective-C und Objective C++ Programmen, fast linear mit steigender Knotenzahl. distcc benutzt für die Kompilierung die GNU Compiler Collection, wobei andere Compiler auch unterstützt werden könnten.
Der Standardport für die Netzwerkkommunikation ist 3632.
distcc steht unter der GNU General Public License.